# Pennsylvania Station (Nova Iorque)
A Pennsylvania Station, também conhecida como Penn Station de Nova Iorque ou simplesmente Penn Station, é a principal estação ferroviária intercidade da cidade de Nova Iorque e a estação mais movimentada de qualquer tipo no hemisfério ocidental, com mais de 600 000 passageiros por dia em 2019. Está localizada no centro de Manhattan, abaixo do Madison Square Garden, num quarteirão margeado pelas Sétima e Oitava Avenidas e pelas 31st e 33rd Streets, e no edifício James A. Farley, com saídas adicionais nas ruas próximas. Está próxima da Herald Square, do Empire State Building, de Koreatown e da Macy's Herald Square. É considerada uma das duas estações centrais da cidade, juntamente com o Grand Central Terminal.
A Penn Station tem 21 linhas férreas provenientes de sete túneis (dois túneis do rio North, quatro túneis do rio East e o túnel da Empire Connection). Se localiza no centro do Corredor Nordeste, uma linha ferroviária de passageiros que conecta a cidade de Nova Iorque a Boston, Filadélfia, Washington, DC e outras cidades. Os trens intercidade são operados pela Amtrak (AMTK), proprietária da estação, enquanto que os serviços suburbanos são operados pela Long Island Rail Road (LIRR) e pela NJ Transit (NJT). Conexões ao metrô de Nova Iorque e a linhas de ônibus estão disponíveis no complexo da estação.
A Penn Station herdou o nome da Pennsylvania Railroad (PRR), sua construtora e proprietária original, e compartilha seu nome com várias outras estações em outras cidades. A estação atual é uma remodelação das partes subterrâneas da Penn Station original, uma estação mais ornamentada projetada pela McKim, Mead e White e considerada uma obra-prima do estilo Beaux-Arts. Concluída em 1910, a estação permitiu pela primeira vez, acesso direto a cidade pelo sul. Foi demolida em 1963, fortalecendo o movimento preservacionista nos Estados Unidos. As partes subterrâneas da estação foram remodeladas nos 6 anos seguintes, mantendo a maior parte da infraestrutura ferroviária original.
Uma nova entrada na 33rd Street para o saguão da LIRR foi inaugurada em dezembro de 2020, e o Moynihan Train Hall, uma expansão da estação no edifício James A. Farley, foi inaugurado em janeiro de 2021. Planos para a estação incluem uma expansão do saguão da LIRR, a construção de mais plataformas em um novo anexo ao sul para acomodar os trilhos dos propostos túneis do Programa Gateway, e a renovação da estação sob o Madison Square Garden.

## História

### Planejamento e construção

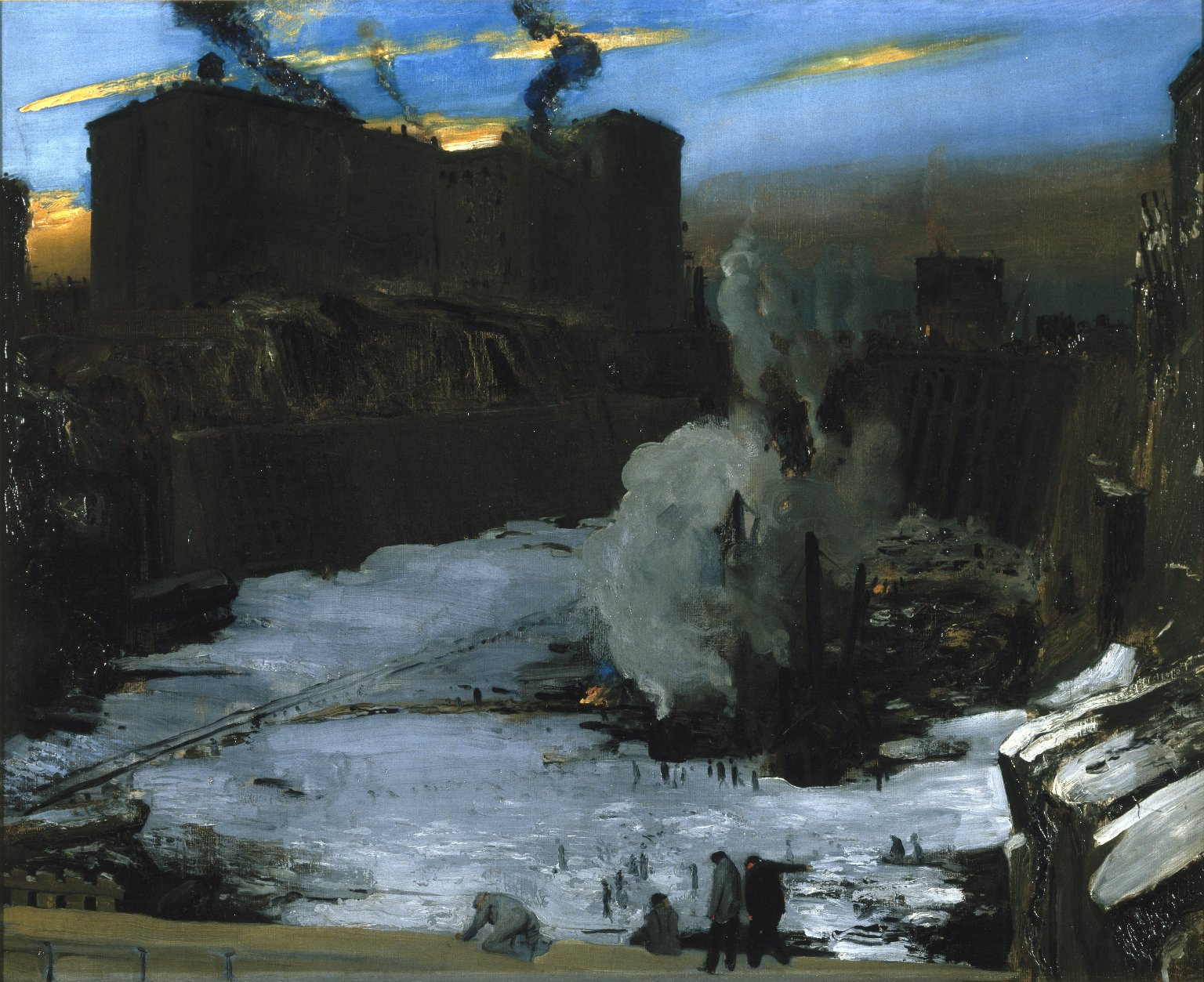
Escavação na Pennsylvania Station por George Bellows (c. 1907–1908). Museu do Brooklyn

Até o início do século XX, a rede ferroviária da PRR terminava no lado oeste do rio Hudson (antes conhecido como rio North) em Exchange Place, Jersey City, Nova Jérsei. Os passageiros com destino a Manhattan tinham que embarcar em balsas para cruzar o rio e chegar ao seu destino final.
A linha da rival, a New York Central Railroad, percorria Manhattan a partir do norte sob a Park Avenue e terminava no Grand Central Terminal na 42nd Street. Muitas propostas para uma conexão permanente sob o Hudson foram apresentadas no final do século XIX, mas crises financeiras nas décadas de 1870 e 1890 afastaram possíveis investidores. De qualquer forma, nenhuma das propostas apresentadas durante este período foram consideradas viáveis.
Uma proposta inicial de uma ponte foi considerada, mas foi rejeitada. A alternativa era construir um túnel sob o rio, entretanto isso inviabilizava o uso de locomotivas a vapor. O desenvolvimento da locomotiva elétrica na virada do século XX tornou possível um túnel. Em 1901, o presidente da PRR, Alexander Cassatt, anunciou o plano da companhia de alcançar a cidade de Nova Iorque através de um túnel sob o Hudson, construindo uma grande estação no lado oeste de Manhattan, ao sul da 34th Street. A estação ficaria no distrito de Tenderloin, um histórico bairro de luz vermelha conhecido por sua corrupção e prostituição.
A construção dos dois túneis de linha férrea única do rio North, escavados pelo oeste, começou em junho de 1903. Um segundo conjunto de quatro túneis de trilho único, os túneis do rio East, foram construídos do leste sob o rio East, ligando a nova estação ao Queens, a Long Island Rail Road, de propriedade da PRR, e ao pátio Sunnyside, onde os trens iriam ser mantidos e montados. A construção foi concluída nos túneis do rio Hudson em 9 de outubro de 1906, e nos túneis do rio East em 18 de março de 1908.

### Estação original
Uma pequena parte da Penn Station foi inaugurada em 8 de setembro de 1910, juntamente com a abertura dos túneis do rio East. Assim, os passageiros da LIRR ganharam acesso direto a Manhattan. Em 27 de novembro de 1910, a estação foi totalmente aberta ao público. Com a abertura total da Pennsylvania Station, a PRR se tornou a única companhia a ter acesso a Nova Iorque pelo sul.
Durante meio século de operação (1910–1963), dezenas de trens de passageiros intercidades chegaram e partiram diariamente para Chicago e St. Louis pelas linhas férroviárias da “Pennsy”, ou até além, por meio de outras ferrovias que chegavam até a cidade de Miami e ao oeste. Juntamente com os trens da Long Island Rail Road, a Penn Station recebeu os trens das ferrovias de New Haven e Lehigh Valley. Um efeito colateral do projeto de extensão dos túneis foi abrir a cidade aos subúrbios, e dentro de 10 anos após a inauguração, dois terços dos passageiros diários da estação eram advindos dos subúrbios da cidade. A estação colocou a Pennsylvania Railroad em vantagem em relação a suas concorrentes, oferecendo serviço direto a Manhattan pelo oeste e o sul. Outras companhias terminavam suas rotas em terminais em Weehawken, Hoboken, Pavonia e Communipaw, exigindo que os passageiros com destino a Nova Iorque pegassem os túneis do Hudson (agora PATH) ou balsas antes de embarcar em seus trens. Em seu auge, em 1945, mais de 100 milhões de passageiros viajaram pela Penn Station.
No final dos anos 1950, os volumes de passageiros intercidades diminuíram drasticamente com o advento da Era dos aviões e do Sistema Interestadual de Rodovias. O exterior da estação havia se tornado um tanto sujo e devido à sua enorme escala, a manutenção se tornou muito custosa. Uma reforma cobriu algumas das grandes colunas com plástico e bloqueou o espaçoso saguão central com uma nova bilheteria. A Pennsylvania Railroad optou por vender os direitos do ar acima da estação, abrindo espaço para a demolição da infraestrutura em superfície, a ser substituída por um complexo de escritórios e uma nova arena esportiva, enquanto que os trilhos da estação permaneceriam intocados. Os planos para o novo Penn Plaza e o Madison Square Garden foram anunciados em 1962. Em troca dos direitos aéreos da Penn Station, a PRR receberia uma estação subterrânea menor, sem custo para a companhia, e uma participação de 25 por cento na nova arena esportiva. Arquitetos modernos tentaram salvar o edifício da estação, mas sem sucesso; a demolição começou em outubro de 1963. Uma plataforma gigante de aço foi colocada sobre os trilhos e plataformas para permitir que a operação continuasse durante a remodelação; as fotos do dia mostravam passageiros esperando pelos trens, enquanto que a demolição prosseguia ao seu redor. Isso só foi possível porque a maior parte da infraestrutura ferroviária (incluindo o salão de espera, os saguões e as plataformas) era subterrânea.
A demolição da Penn Station original foi polêmica e criou indignação a nível internacional. Sobre a estação original, o historiador da arquitetura Vincent Scully escreveu: "Uma entrava na cidade como um deus; a outra agora se arrasta como um rato". A controvérsia sobre a demolição de um marco histórico tão reconhecido, e sua deplorável substituição, é frequentemente citada como um momento decisivo para o movimento de preservação arquitetônica nos Estados Unidos. Novas leis foram aprovadas para restringir tal tipo de demolição. Em uma década, o Grand Central Terminal foi protegido pela lei de preservação de marcos históricos da cidade, o que foi mantido pelos tribunais em 1978, mesmo após uma tentativa de contestação pela proprietária da estação, a Penn Central.

### Sob o Madison Square Garden
Desde 1968, a Penn Station tem sido uma estação subterrânea, localizada abaixo do Madison Square Garden, da 33rd Street e do Two Penn Plaza. A estação tem três níveis: saguões nos dois níveis superiores e plataformas ferroviárias no mais baixo. Os dois níveis de saguões, embora renovados e ampliados durante a construção da arena, datam da estação de 1910, assim como os trilhos e as plataformas.
Nas décadas seguintes, renovações tentaram tornar os saguões mais espaçosos. O saguão West End sob a Oitava Avenida foi inaugurado em 1986. Em 1987, uma conexão ferroviária com o pátio ferroviário West Side foi aberta, e em 1991, a abertura da Empire Connection permitiu que a Amtrak concentrasse todos os seus serviços com destino a Nova Iorque na Penn Station, em vez de manter uma segunda estação para os trens do Empire Corridor, que termina no Grand Central Terminal. Em 1994, a estação foi reformada para adicionar uma entrada da LIRR na 34th Street e o corredor central, juntamente com obras de arte e áreas de espera melhoradas. Em 2002, o saguão da NJ Transit foi criado em um espaço anteriormente ocupado por lojas e escritórios da Amtrak, e uma nova entrada para este saguão foi adicionada na 31st Street em 2009.
Após os ataques de 11 de setembro de 2001, a segurança foi aumentada e o fluxo de passageiros reduzido. Em 2002, 100 milhões de dólares em obras, adicionaram recursos de segurança, como iluminação, câmeras e barricadas. A pista de taxiamento sob o Madison Square Garden, que ia da 31st Street à 33rd Street no meio do quarteirão, foi permanentemente fechada com barreiras Nova Jérsei de concreto. As escadas rolantes que davam acesso direto ao saguão do Madison Square Garden foram fechadas e posteriormente removidas. A passagem subterrânea de pedestres à estação 34th Street – Herald Square está fechada desde 1986, após décadas de preocupações com a segurança e agressões sexuais.
Apesar das modestas reformas, a atual Penn Station continuou a ser criticada como "vilipendiada", "disfuncional" apelidada de "catacumba" apertada sem charme, especialmente quando comparada ao Grand Central Terminal, bem mais amplo e ornamentado. O New York Times, em um editorial de novembro de 2007 apoiando a ampliação do terminal, disse que "os passageiros da Amtrak ... agora são espremidos por salas subterrâneas desprovidas de luz ou personalidade", e o repórter de transportes do Times, Michael M. Grynbaum, chamou a estação de "o enteado feio dos dois grandes terminais ferroviários da cidade." Após seu ponto mais baixo na década de 1960, o número de passageiros explodiu nas décadas seguintes, uma situação que não era esperada pelos projetistas da estação. Na década de 2010, a estação operava com uma capacidade três vezes maior do que planejada; 450 000 passageiros intercidades dos subúrbios e 330 000 passageiros de metrô usaram a estação diariamente em 2019.

### Expansão

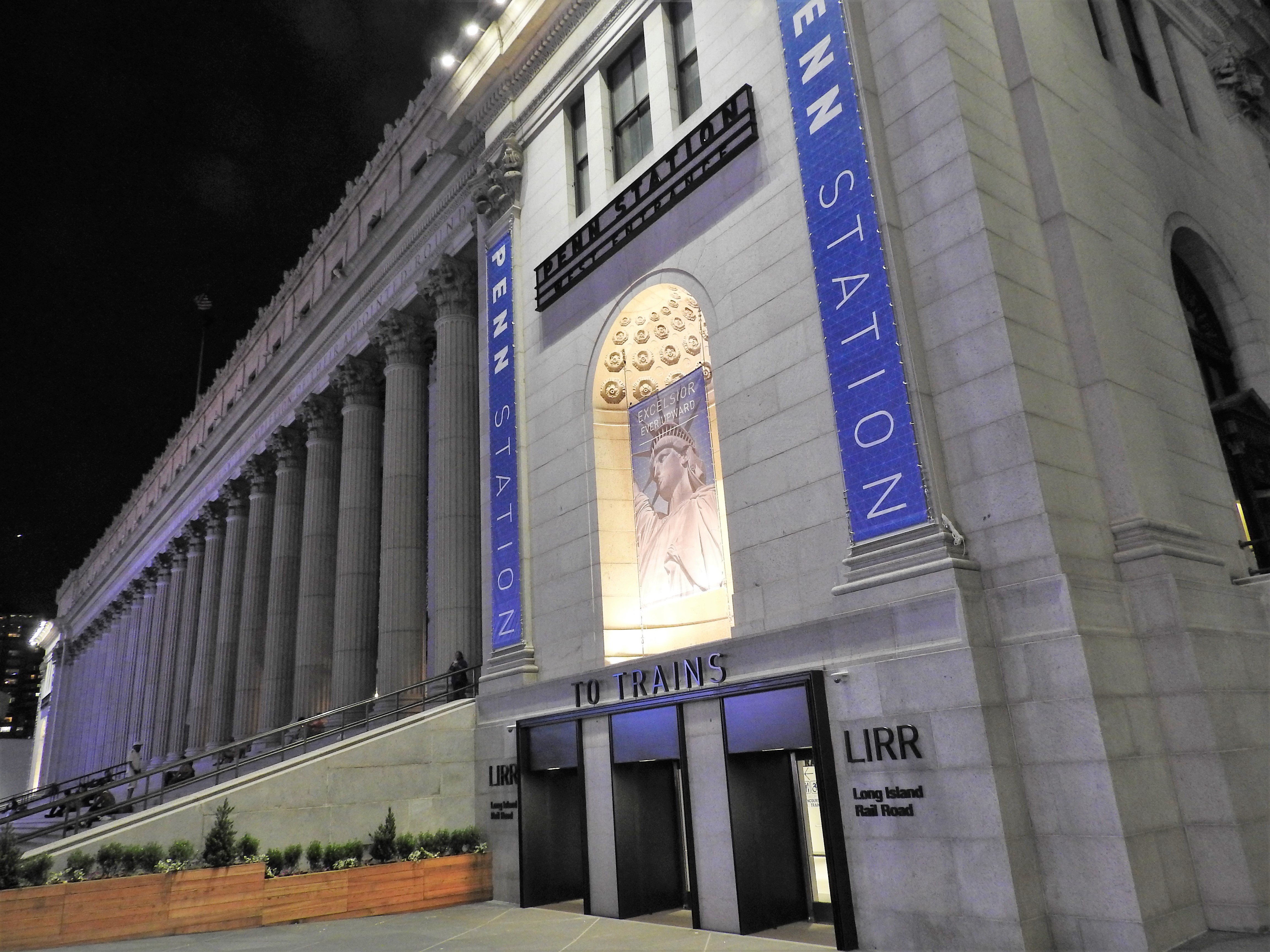
O edifício James A. Farley, onde a extensão está localizada

No início da década de 1990, o senador americano Daniel Patrick Moynihan propôs a construção de uma nova estação no edifício James A. Farley, o antigo edifício dos correios do outro lado da Penn Station. Moynihan havia engraxado sapatos na estação original durante a Grande Depressão. Vários planos de expansão foram apresentados ao longo dos anos 1990 e 2000, mas nenhum foi aplicado até que o financiamento do Ato de Recuperação Americana e Reinvestimento de 2009 permitiu a expansão do saguão West End da LIRR sob o edifício Farley em 2016. Com isso, o governador de Nova Iorque, Andrew Cuomo, anunciou em 2016 planos para a renovação da Penn Station e o redesenvolvimento do edifício Farley como um edifício de uso misto, incluindo a criação de uma nova estação, que ele chamou de Complexo Empire Station.
A nova expansão, o Moynihan Train Hall, foi inaugurada em janeiro de 2021, nomeada em homenagem ao senador que a propôs. A renovação de 1,6 bilhão de dólares e 23 700 m2 manteve o edifício Farley, um marco histórico, acrescentou um átrio central com um telhado de vidro, sendo concluído dentro do prazo o orçamento após três anos de obras. A nova expansão fornece um novo acesso exclusivo para passageiros da Amtrak e, embora também sirva trens da LIRR, a maioria dos passageiros da ferrovia devem continuar a usar o saguão da Long Island Rail Road já existente na estação principal, com todas as operações da NJ Transit permanecendo na estrutura antiga. Uma nova entrada na 33rd Street para o saguão da LIRR também foi aberta. A estação foi destacada na seleção mundial do Prix Versailles 2021 na categoria estações de passageiros.

## Serviços
A estação é atendida por 1.300 trens chegando e partindo todos os dias, o dobro dos números dos anos 1970. Mais de 600.000 passageiros suburbanos, da NJ Transit e Long Island Rail Road, e passageiros intercidade da Amtrak usam a estação por dia de semana em média, ou 1.000 a cada noventa segundos.:498, 891 É a estação ferroviária de passageiros mais movimentada dos Estados Unidos e da América do Norte.:890–891 A Penn Station é mais movimentada do que os três maiores aeroportos da região metropolitana de Nova Iorque, Newark, LaGuardia e JFK, juntos.

### Amtrak
A companhia é uma das três operadoras da estação, sendo a proprietária. Os seguintes serviços usam a Penn Station: Acela, Ethan Allen Express, Adirondack, Keystone Service, Lake Shore Limited, Maple Leaf, Northeast Regional, Cardinal, Pennsylvanian, Carolinian, Palmetto, Crescent, Silver Meteor, Silver Star, Vermonter e o Empire Service. A Pennsylvania Station de Nova Iorque é a estação mais movimentada da Amtrak, com 10.811.323 embarques e desembarques em 2019.:2

### Trens suburbanos
Diariamente, cerca de 500 trens da Long Island Rail Road partem ou chegam à Penn Station, um dos principais terminais do sistema. Os seguintes serviços usam a estação: Babylon, Belmont Park (sazonal), Far Rockaway, Hempstead, Long Beach, Montauk, Oyster Bay, Port  Jefferson, Port Washington, Ronkonkoma e West Hempstead.
A Penn Station é a estação mais movimentada da NJ Transit, com 88.890 embarques em 2018. Os seguintes serviços usam a estação: Gladstone, Montclair-Boonton, Morristown, Northeast Corridor, North Jersey Coast e Raritan Valley lines.

### Metro-North Railroad
A Metropolitan Transportation Authority  planeja trazer os trens subsurbanos da Metro-North Railroad para a Penn Station como parte do projeto Penn Station Access. O projeto East Side Access, com inauguração prevista para 2022, vai liberar trilhos e plataformas na estação, redirecionando alguns trens da LIRR para o Grand Central Terminal. O espaço liberado e as conexões ferroviárias incluídas no projeto East Side Access permitirão que os trens da Metro-North, na linha New Haven cheguem à Penn Station através da ponte de Hell Gate da Amtrak. Quatro novas estações da ferrovia no Bronx estão planejadas como parte deste projeto, em Co-op City, Morris Park, Parkchester e Hunts Point. A MTA também propõe uma segunda conexão da linha Hudson da Metro-North à Penn Station usando a linha West Side da Amtrak em Manhattan. O projeto possibilitaria viagens diretas de Connecticut, condado de Westchester, Lower Hudson Valley e Bronx até West Midtown; também facilitando o transporte de Manhattan e do Bronx para o condado de Westchester, Hudson Valley e Connecticut; além de fornecer serviços ferroviários para áreas do Bronx sem serviço metroviário direto.

## Disposição da estação
A Penn Station não tem um projeto ou planta única, sendo dividida em saguões separados da Amtrak, LIRR e NJ Transit, com cada local mantendo estilo diferente definido por seu respectivo operador. Os saguões da Amtrak e da NJ Transit estão localizados em pavimento abaixo do nível da rua, enquanto o saguão da Long Island Rail Road está a dois níveis abaixo do nível da rua.
O saguão principal, que foi usado principalmente pela Amtrak até a abertura do Moynihan Train Hall, fica na extremidade oeste da estação, diretamente abaixo do Madison Square Garden. Foi criado a partir das salas de espera e do átrio principal da estação original, embora alguns vestígios ainda existam.
O saguão da LIRR fica abaixo da West 33rd Street entre as Sétima e Oitava Avenidas, a mesma localização desde a inauguração da estação original em 1910. Renovações significativas foram feitas nas áreas da LIRR ao longo de um período de três anos que terminou em 1994. O saguão West End, a oeste da Oitava Avenida, foi inaugurado em 1986,  e foi expandido para atender 5 das 21 linhas existentes em 2017.
O saguão da NJ Transit próximo à Sétima Avenida foi inaugurado em 2002, usando espaço antes ocupado por espaços comerciais e escritórios da Amtrak. Uma nova entrada para esse saguão na esquina da 31st Street com a Sétima Avenida foi inaugurada em setembro de 2009. Anteriormente, a NJ Transit usava espaço no saguão da Amtrak.
A Pennsylvania Station é tão complexa que, em dezembro de 2017, a Amtrak e a Zyter lançaram um aplicativo móvel chamado FindYourWay para ajudar os passageiros a navegar pela estação.
| Disposição da estação | Disposição da estação                               | |
| --------------------- | --------------------------------------------------- | --- |
| Superfície            | Madison Square Garden/Two Penn Plaza                | Madison Square Garden/Two Penn Plaza |
| G                     | Nível da rua                                        | Saída/entrada |
| UC                    | Saguão da Amtrak                                    | Passagens da Amtrak, transferência para a estação 34th Street–Penn Station (linha da Oitava Avenida da IND; saída para a 33rd Street, conectada aos saguões de entrada e saída             |
| UC                    | Saguão da NJT                                       | Passagens da NJT, saída para a 31st Street, conectado aos saguões da LIRR e Hilton |
| LC                    | Saguão West End                                     | Saguões da Amtrak e da LIRR, transferência para a estação 34th Street–Penn Station (linha da Oitava Avenida da IND; saída para a 33rd Street, conexão com os saguões de saída e de conexão |
| LC                    | Saguão de saída                                     | Saída para a 31st Street, conexão com os saguões West End, Hilton e de conexão |
| LC                    | Saguão Hilton                                       | Saída para a Sétima Avenida, conexão com os saguões da LIRR, NJT, Central e de saída |
| LC                    | Saguão Central                                      | Passagens, conexão com os saguões Hilton e de conexão |
| LC                    | Saguão de conexão                                   | Transferência para estação 34th Street–Penn Station (linha Broadway–Sétima Avenida da IRT), conexão com os saguões West End, LIRR, Central e de saída, para o One Penn Plaza e 34th Street |
| LC                    | Saguão da LIRR                                      | Passagens da LIRR, conexão para os saguões da NJT e Hilton |
| P Plataformas         | Trilho21                                            | → LIRR com destino a Long Island → |
| P Plataformas         | Plataforma central (Plataforma 11)                  | |
| P Plataformas         | Trilho 20                                           | → LIRR com destino a Long Island → |
| P Plataformas         | Trilho 19                                           | → LIRR com destino a Long Island → |
| P Plataformas         | Plataforma central (Plataforma 10)                  | |
| P Plataformas         | Trilho 18                                           | → LIRR com destino a Long Island → |
| P Plataformas         | Plataforma central (Plataforma 9); Apenas trilho 17 | |
| P Plataformas         | Trilho 17                                           | → LIRR com destino a Long Island → |
| P Plataformas         | Trilho 16                                           | ← Amtrak/NJ Transit/LIRR → |
| P Plataformas         | Plataforma central (Plataforma 8)                   | |
| P Plataformas         | Trilho 15                                           | ← Amtrak/NJ Transit/LIRR → |
| P Plataformas         | Trilho 14                                           | ← Amtrak/NJ Transit/LIRR → |
| P Plataformas         | Plataforma central (Plataforma 7)                   | |
| P Plataformas         | Trilho 13                                           | ← Amtrak/NJ Transit/LIRR → |
| P Plataformas         | Trilho 12                                           | ← Amtrak/NJ Transit/LIRR → |
| P Plataformas         | Plataforma central (Plataforma 6)                   | |
| P Plataformas         | Trilho 11                                           | ← Amtrak/NJ Transit → |
| P Plataformas         | Trilho 10                                           | ← Amtrak/NJ Transit → |
| P Plataformas         | Plataforma central (Plataforma 5)                   | |
| P Plataformas         | Trilho 9                                            | ← Amtrak/NJ Transit → |
| P Plataformas         | Trilho 8                                            | ← Amtrak/NJ Transit → |
| P Plataformas         | Plataforma central (Plataforma 4)                   | |
| P Plataformas         | Trilho 7                                            | ← Amtrak/NJ Transit → |
| P Plataformas         | Trilho 6                                            | ← Amtrak/NJ Transit → |
| P Plataformas         | Plataforma central (Plataforma 3)                   | |
| P Plataformas         | Trilho 5                                            | ← Amtrak/NJ Transit |
| P Plataformas         | Trilho 4                                            | ← NJ Transit com destino a Nova Jérsei |
| P Plataformas         | Plataforma central (Plataforma 2)                   | |
| P Plataformas         | Trilho 3                                            | ← NJ Transit com destino a Nova Jérsei |
| P Plataformas         | Trilho 2                                            | ← NJ Transit com destino a Nova Jérsei |
| P Plataformas         | Plataforma central (Plataforma 1)                   | |
| P Plataformas         | Trilho 1                                            | ← NJ Transit com destino a Nova Jérsei |

### Linhas ferroviárias e infraestrutura ferroviária
Em operação normal, a Amtrak e a NJ Transit compartilham os trilhos do leito ferroviário identificados como 5–12, enquanto que a LIRR tem o uso exclusivo dos trilhos 17–21 no lado norte da estação. Todas as três companhias compartilham os trilhos 13–16. Os trilhos 1–4 terminam em para-choques de via na extremidade leste da plataforma e não têm acesso aos túneis do rio East, sendo usados exclusivamente pela NJ Transit, uma vez que não há acesso ao pátio Sunnyside da Amtrak no Queens. Do leste, as linhas 1–2 dos túneis do rio East (os mais ao sul) só podem acessar os trilhos 5–17 e são usados pela maioria dos trens da Amtrak e da NJ Transit, enquanto que as linhas 3 e 4 dos túneis do rio East (os mais ao norte) só podem acessar os trilhos 14–21 e são usados principalmente pela LIRR. Do oeste, os túneis do rio North podem acessar os trilhos 1–19, enquanto a Empire Connection só pode acessar os trilhos 1–9 e o pátio West Side da LIRR só tem acesso aos trilhos 10–21.
Todos os trilhos da estação são alimentados por linhas aéreas de 12 kV. Os trilhos do leito ferroviário identificados como 5–21 também têm um terceiro trilho de 750 V DC. Devido à falta de ventilação adequada nos túneis e na estação, apenas locomotivas elétricas e eletro-diesel podem entrar na Penn Station. Trens no trilho 18 abrem suas portas apenas no lado norte (plataforma 10).

#### Crise e melhorias de infraestrutura
Desde o início da década de 2010, a Amtrak planejava reparar o leito ferroviário e a infraestrutura em deterioração ao redor da Penn Station, mas, devido à priorização de outros projetos, pouco foi feito. No início de 2017, isso culminou em várias quedas de energia, descarrilamentos e atrasos em razão de erros de manutenção. Houve interrupções frequentes de serviço causadas pela deterioração dos trilhos e da infraestrutura, bem como nos túneis do rio East e rio North que conectam respectivamente a estação a Long Island e a Nova Jérsei.
Uma série de interrupções de serviço no início de 2017 começaram em 23 de março, quando um trem Acela descarrilou, causando atrasos. Em 3 de abril, um trem da NJ Transit descarrilou em um trilho com problemas já conhecidos, onde os reparos haviam sido adiados. Isso causou quatro dias de serviços reduzidos ao longo do Corredor Nordeste para a Amtrak e a NJ Transit, porque o incidente danificou o AMV que conecta os trilhos das linhas 1–8 aos túneis do rio North. Este fechamento causou um efeito cascata, atrasando os trens da Amtrak e da Long Island Rail Road nas linhas férreas não afetadas.
Em 14 de abril, um trem da New Jersey Transit ficou preso nos túneis do rio North, fazendo com que a estação ficasse lotada de passageiros esperando. Depois que um policial da Amtrak usou um taser em um homem que estava agindo agressivamente, rumores de tiros provocaram uma debandada que feriu 16 pessoas. Após o incidente, o senador Chuck Schumer pediu que a Amtrak reorganiza-se sua força policial.
Como resultado desses incidentes, a Long Island Rail Road propôs assumir a Penn Station para melhorar a manutenção, e Nova Jérsei sugeriu reter os pagamentos do estado à Amtrak. A companhia discutiu acelerar obras de manutenção,:5 mesmo que isso signifique mais interrupções, para estabilizar a infraestrutura mais rapidamente e diminuir a chance de futuros incidentes que poderiam causar interrupções ainda mais longas. Em 28 de abril, a Amtrak anunciou que faria obras de manutenção das linhas férreas durante o verão, ao longo de um período de um mês e meio. Cinco linhas foram fechadas para reparos como parte das obras de reparação, reduzindo drasticamente a capacidade, uma situação que os meios de comunicação apelidaram de "verão infernal". Muitos passageiros da NJ Transit afetados foram orientados a usar o PATH. Alguns trens da Amtrak do Empire Corridor foram direcionados para a Grand Central em vez da Penn Station. A operação normal foi retomada em 5 de setembro de 2017.
A Amtrak fez mais melhorias no leito ferroviário da Penn Station no verão de 2018. Como resultado, alguns trens do Empire Corridor foram redirecionados novamente para o Grand Central Terminal. Os serviços Lake Shore Limited e Cardinal para Chicago foram interrompidos ou redirecionados por causa dessas obras.
| Corte transversal do metrô entre as 33rd a 34th Streets |                             |           |                       |           |                      |                   |                   |                                 |          |  |
| 11ª Av.                                                 | 10ª e 9ª Avs. são ignoradas | 8ª Av.    | Madison Square Garden | 7ª Av.    | Fachadas de lojas    | 6ª Av. e Broadway | 6ª Av. e Broadway | 5ª e Madison Avs. são ignoradas | Park Av. |  |
| mezanino                                                | 10ª e 9ª Avs. são ignoradas | A / C / E | saguão                | 1 / 2 / 3 | Antigo túnel Gimbels | mez               | PATH              | 5ª e Madison Avs. são ignoradas | 6 / <6>  |  |
| mezanino                                                | 10ª e 9ª Avs. são ignoradas | mezanino  | saguão                | mezanino  |                      | N / Q / R / W     | N / Q / R / W     | 5ª e Madison Avs. são ignoradas |          |  |
| 7 / <7>                                                 | 10ª e 9ª Avs. são ignoradas |           | Penn Station          |           | B/D/F/<F>/M          | B/D/F/<F>/M       |                   | 5ª e Madison Avs. são ignoradas |          |  |

## Planos de reconstrução

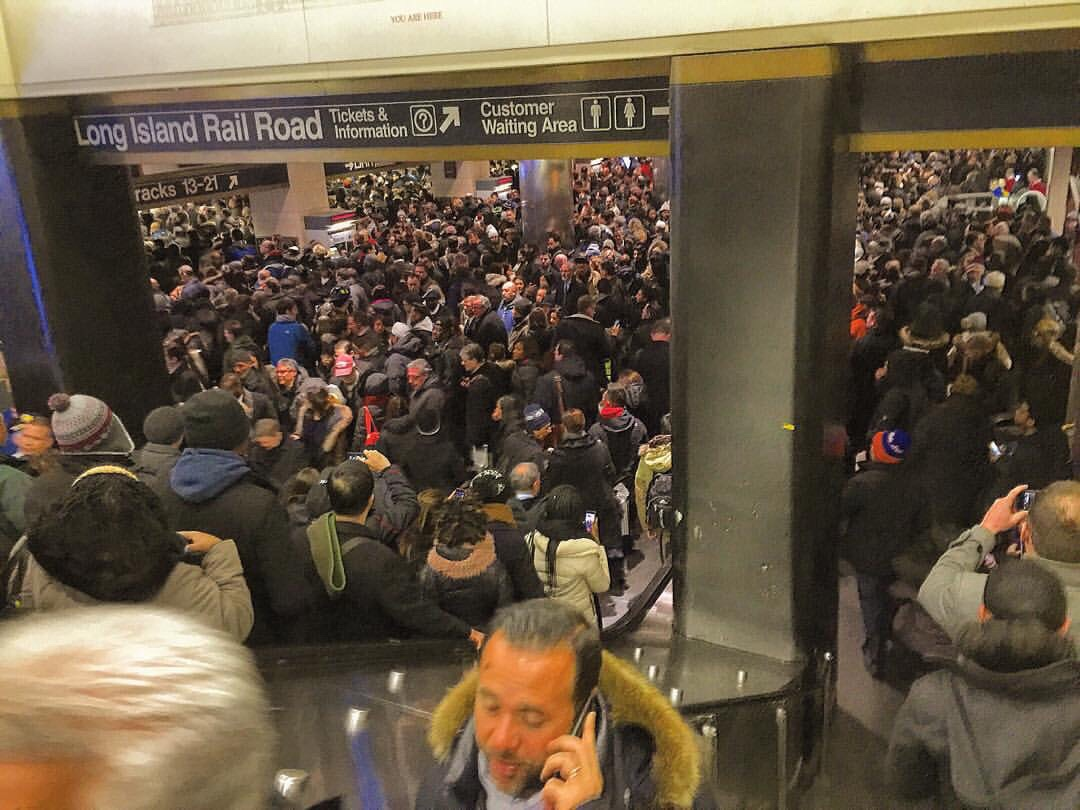
Saguão lotado da LIRR

O aumento dos números de passageiros no século XXI tem levado a atual infraestrutura da Pennsylvania Station ao seu limite, levando a várias propostas para renovar ou reconstruir a estação.
Em 2013, a Associação de Planejamento Regional e a Sociedade Municipal de Arte formaram a Aliança para uma Nova Penn Station. Citando a superlotação e a capacidade limitada da estação atual sob o Madison Square Garden, a organização começou a defender limitar a licença de operação da arena para apenas mais dez anos. Em 24 de julho de 2013, o Conselho da Cidade de Nova Iorque votou para dar ao Garden uma licença de operação de dez anos, ao final do período os proprietários terão que se mudar ou tentar novamente conseguir a autorização.
Em maio de 2013, quatro escritórios de arquitetura – SHoP Architects, SOM, H3 Hardy Collaboration Architecture e Diller Scofidio + Renfro – enviaram propostas para uma nova Penn Station. As propostas incluíam mover o Madison Square Garden para o edifício Morgan dos correios alguns quarteirões a sudoeste e uma extensão do High Line para a estação, mover o estádio para a área ao sul do edifício James A. Farley e mover a arena para um novo píer a oeste do Centro de Convenções Jacob K. Javits, tudo com a intenção de reconstruir a Penn Station como um empreendimento de uso misto. O Madison Square Garden negou que seria realocado e chamou os planos de "fantasiosos".
Em janeiro de 2016, o governador de Nova Iorque, Andrew Cuomo, anunciou que iria solicitar propostas para a reconstrução da estação, que seria uma parceria público-privada denominada Complexo Empire Station. investidores receberiam direitos comerciais sobre a estação em troca do pagamento dos custos da construção.

### Complexo Empire Station
Em janeiro de 2020, o governador Cuomo apresentou uma proposta de extensão ao sul da Penn Station, parte de sua visão para o Complexo Empire Station. O anexo incluiria oito linhas de trilhos adicionais com quatro plataformas e envolveria a demolição de todo o quarteirão margeado pelas 30th e 31st Streets entre as Sétima e Oitava Avenidas, diretamente ao sul da estação existente. O custo e o cronograma das obras não foram revelados. O projeto rompe com o Programa Gateway, permitindo que a construção doa extensão prossiga independentemente do projeto dos dois novos túneis do rio North para Nova Jérsei.

Projeto final da entrada da 33rd Street e da praça de pedestres em construção

Em outro aspecto do plano Empire Station, o saguão da LIRR terá quase o dobro de sua largura atual, de 9,1 para 17,4 m, e o teto terá uma altura mínima de 5,5 m. A primeira parte dessa expansão, uma nova entrada direta pela 33rd Street para o saguão, foi inaugurada em 31 de dezembro de 2020. A 33rd Street entre a Sétima e a Oitava Avenidas será permanentemente fechada ao tráfego de veículos e convertida em uma praça para pedestres.
Em abril de 2021, funcionários da MTA propuseram duas opções para reconstruir a Penn Station sob o Madison Square Garden, após um ano de consultas com a NJ Transit, Amtrak, arquitetos da FXCollaborative e engenheiros da WSP USA. Uma alternativa seria manter o saguão de passageiros de dois níveis existente, mas remover uma parte do saguão superior para criar mais espaço aberto e um terraço. A outra alternativa prevê a criação de um saguão mais alto de nível único com um átrio de vidro de vários andares na antiga pista de taxiamento, conectando duas novas entradas nas 31st e 33rd Streets. Ambos os planos melhorariam a circulação de passageiros adicionando mais elevadores, escadas rolantes e escadas do saguão inferior às plataformas, e envolveriam demolir o Hulu Theatre para liberar espaço para uma nova entrada da Oitava Avenida.
Em novembro de 2021, após a renúncia de Cuomo, a governadora Kathy Hochul anunciou planos para acelerar o processo de reconstrução e que incluem uma ligeira redução do tamanho do empreendimento ao redor da Penn Station. O plano da governadora envolve transformar a estação em um nível único de saguão, mas adia a extensão ao sul.

### Programa Gateway
O Programa Gateway é uma proposta de expansão e renovação do Corredor Nordeste entre Newark, Nova Jerséi e Nova Iorque para aliviar o gargalo sob o rio Hudson e permitir a renovação dos túneis do rio North existentes. Se construídos, dois novos túneis adicionariam 25 trens de capacidade nos horários de pico e se conectariam a um novo terminal anexo à Penn Station ao sul. Algumas melhorias previamente planejadas já em andamento também foram incorporadas ao projeto.
O Programa Gateway foi lançado em 2011, um ano após o cancelamento do projeto Access to the Region's Core (ARC), e foi originalmente projetado para custar 14,5 bilhões de dólares e levar 14 anos para ser construído. A construção de uma estrutura para preservar o espaço para o projeto no lado oeste de Manhattan começou em setembro de 2013, usando 185 milhões de dólares em financiamento de recuperação e resiliência concedido após o furacão Sandy em 2012. Em 2015, a Amtrak disse que os danos causados pelo furacão Sandy aos túneis do rio North já existentes tornaram sua substituição urgente. Naquele ano, a Amtrak declarou que já estava trabalhando no planejamento, estimando o custo total do projeto em 20 bilhões e estimou que a construção duraria de quatro a cinco anos.
Uma declaração de impacto ambiental foi publicada em julho de 2017, mas a administração Trump atrasou o processo. O desbloqueio do projeto foi uma prioridade da administração Biden, que assumiu o cargo em 2021, e o projeto foi aprovado em maio do mesmo ano. O financiamento federal está previsto em sua legislação para recuperação econômica.

## Galeria

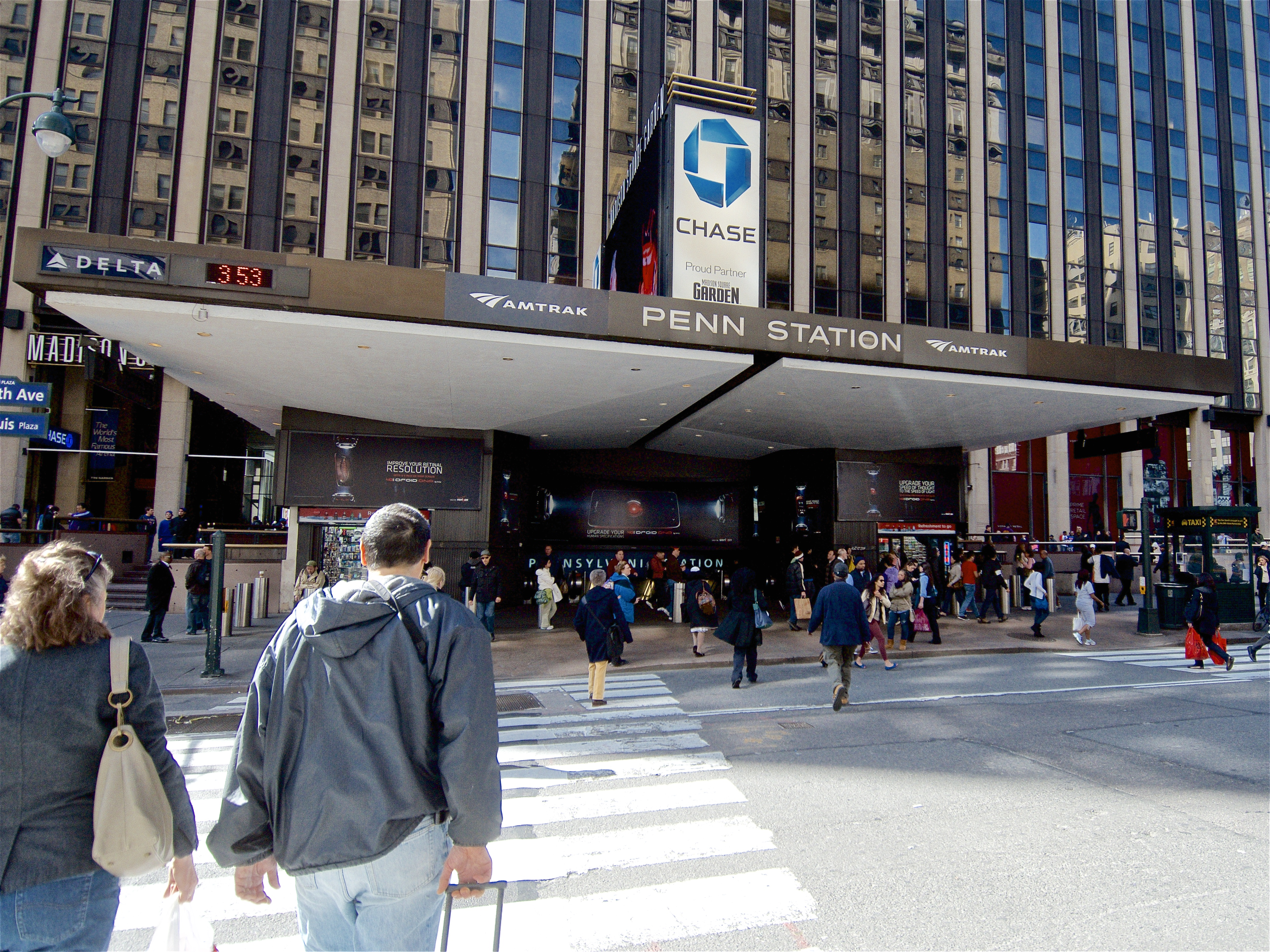
Entrada da Sétima Avenida
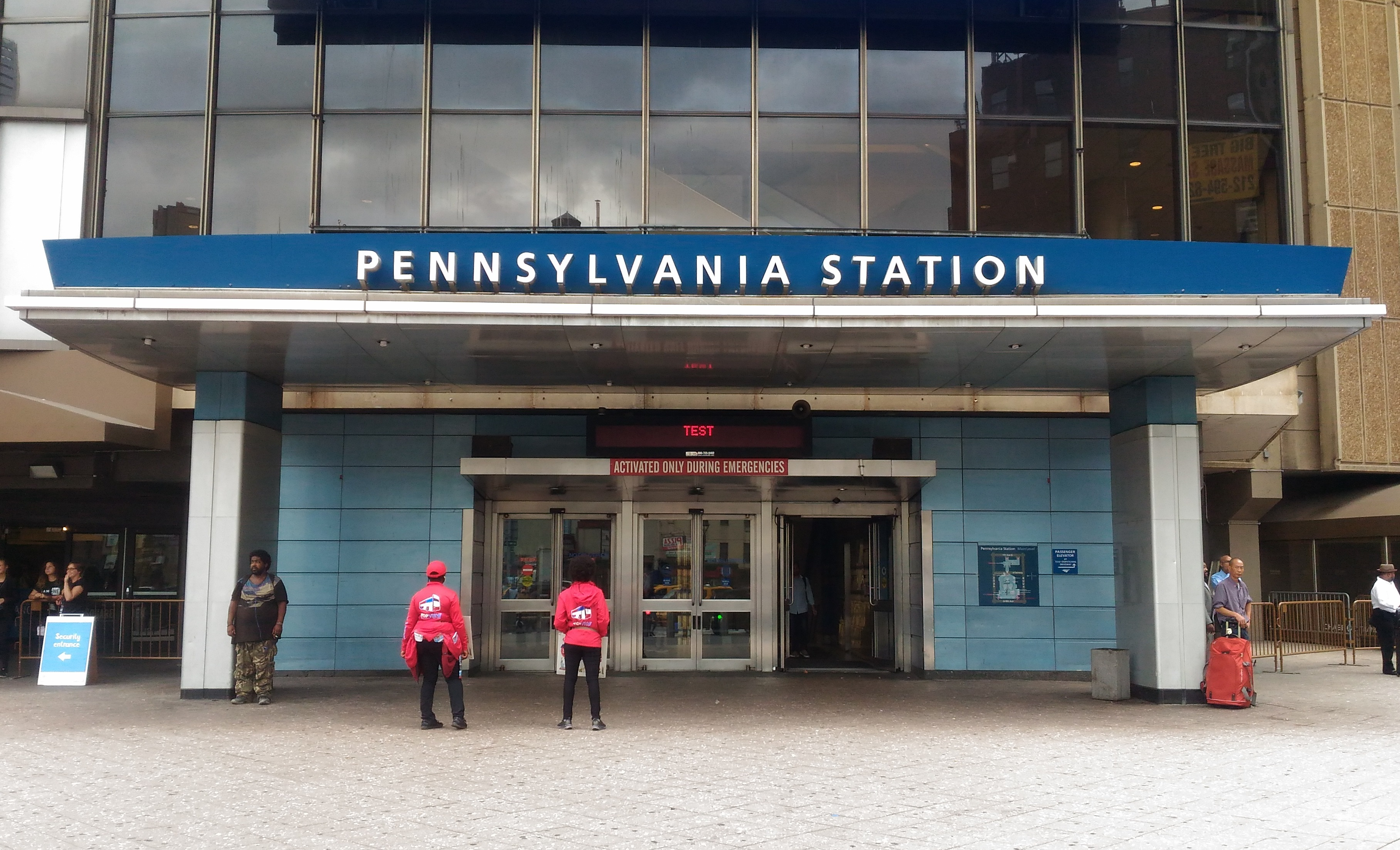
Entrada da Oitava Avenida
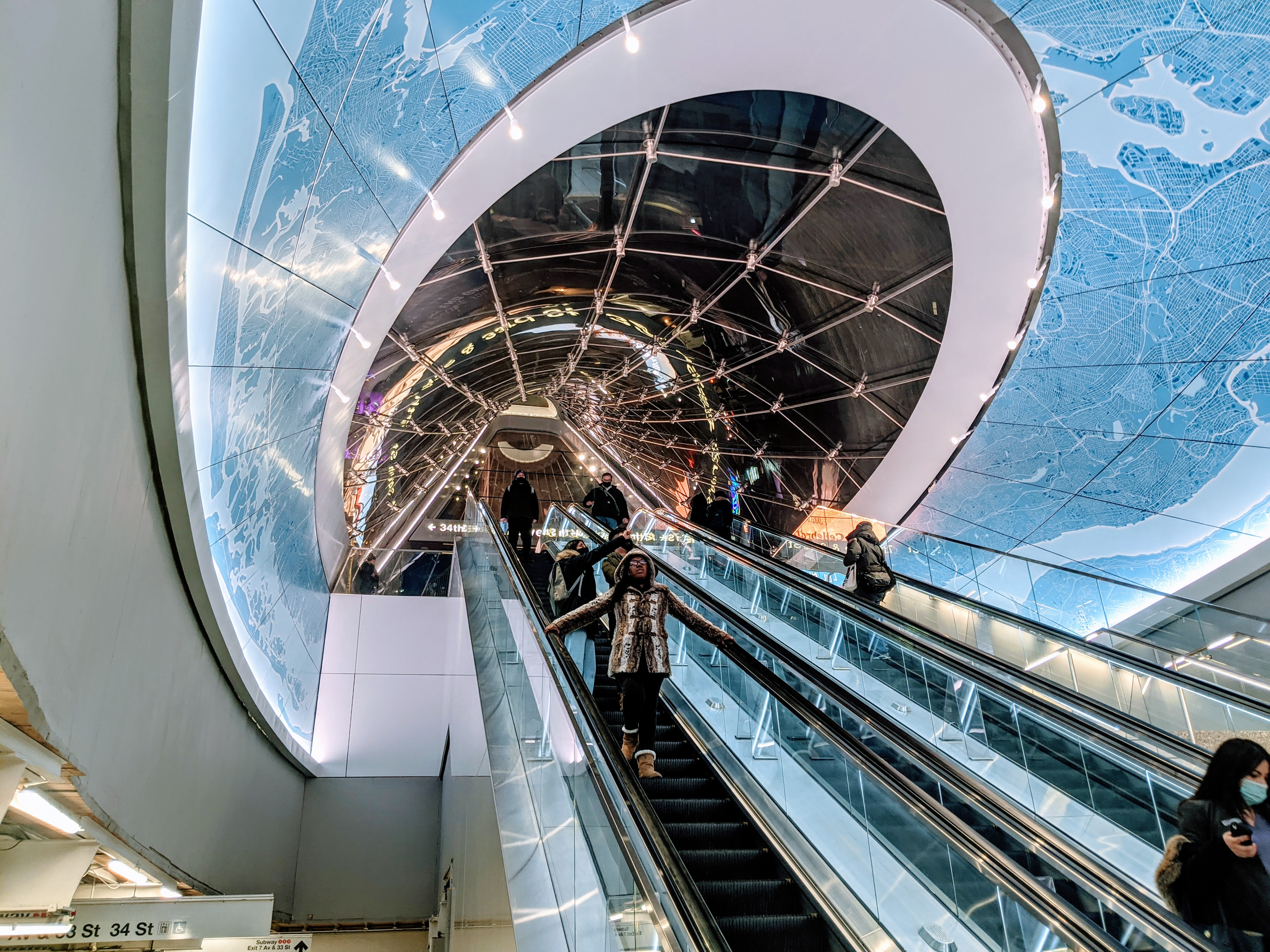
Nova entrada na 33rd Street
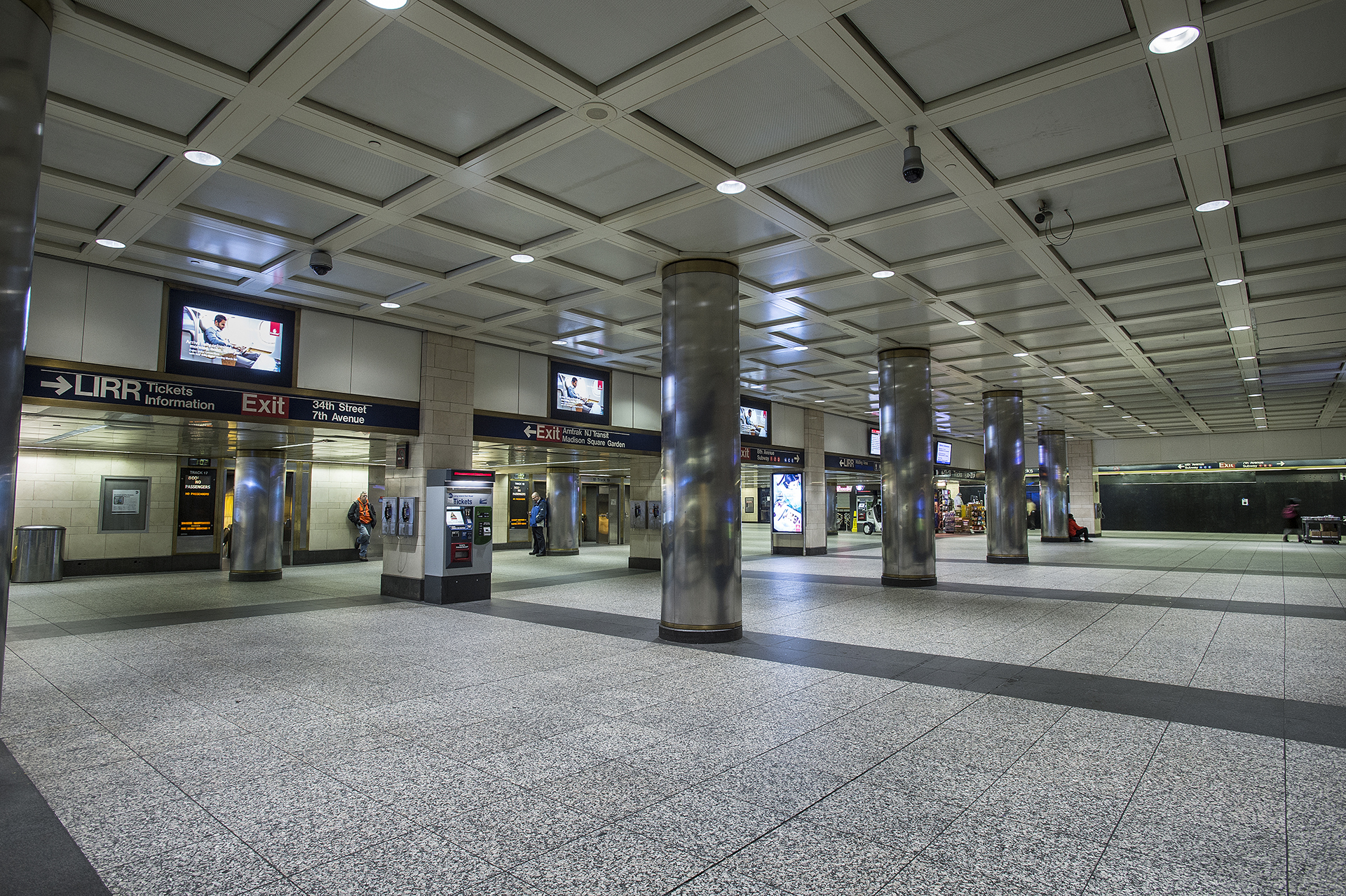
Saguão da LIRR
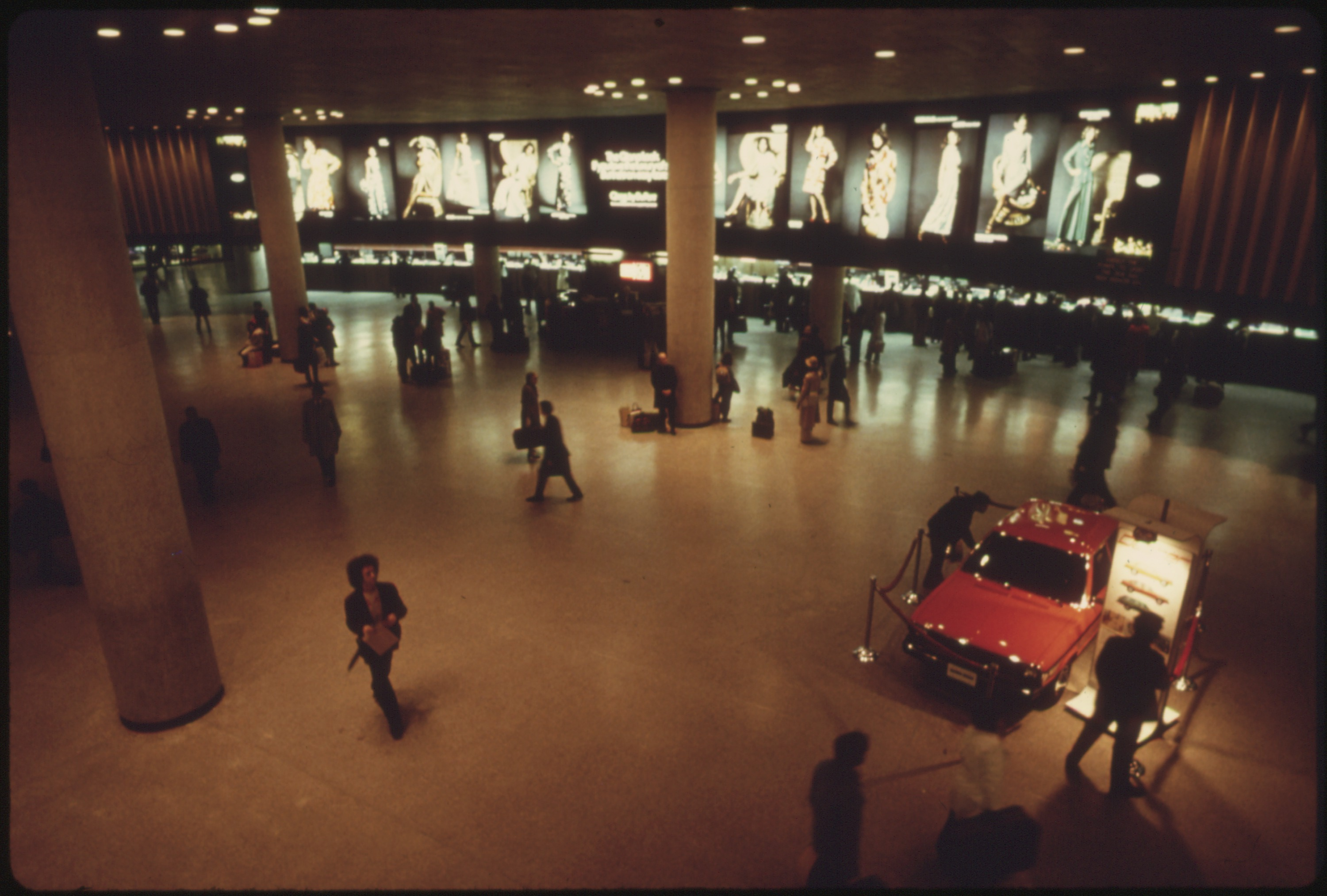
Saguão da Amtrak em 1974
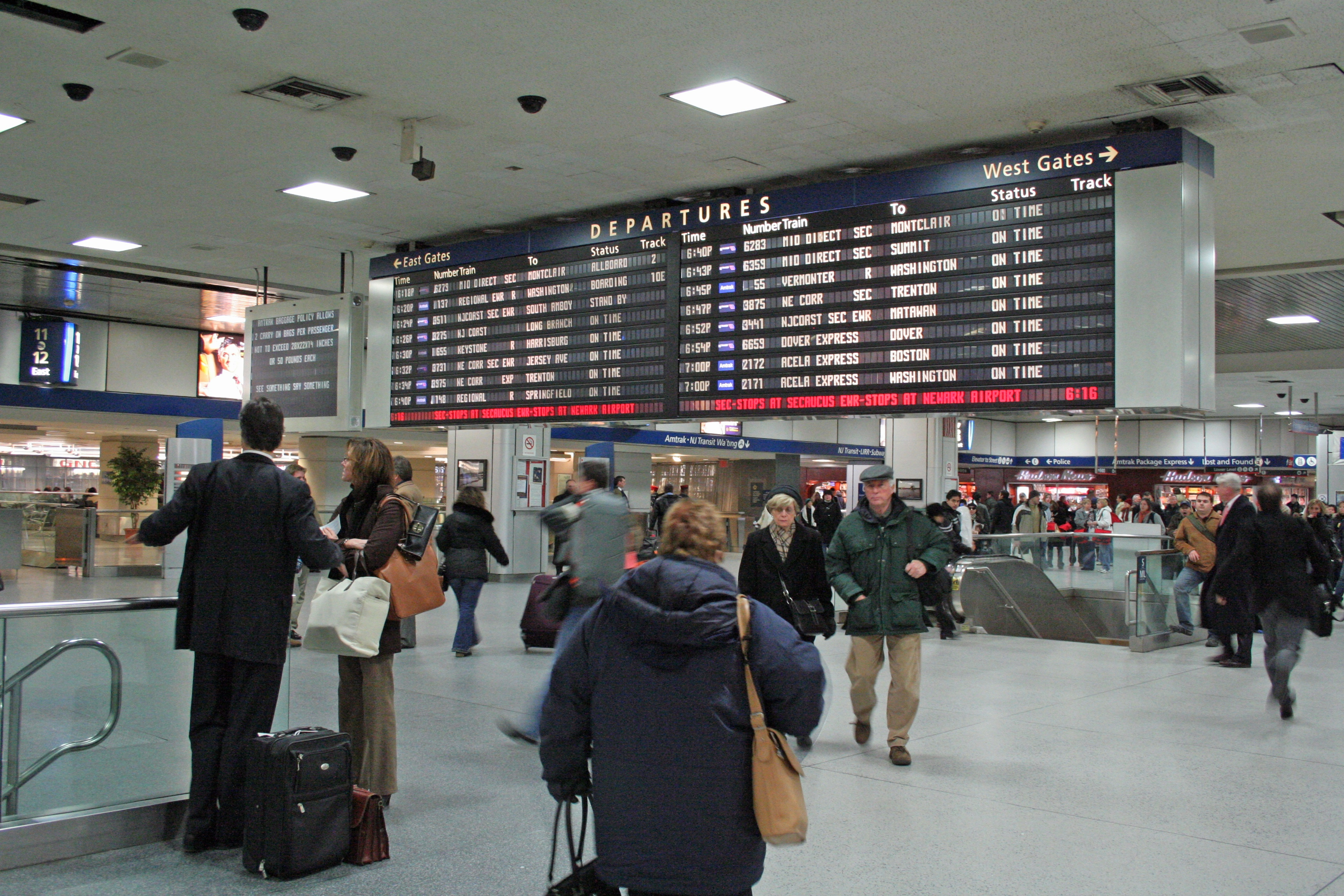
Painel da Amtrak, removido em 2017
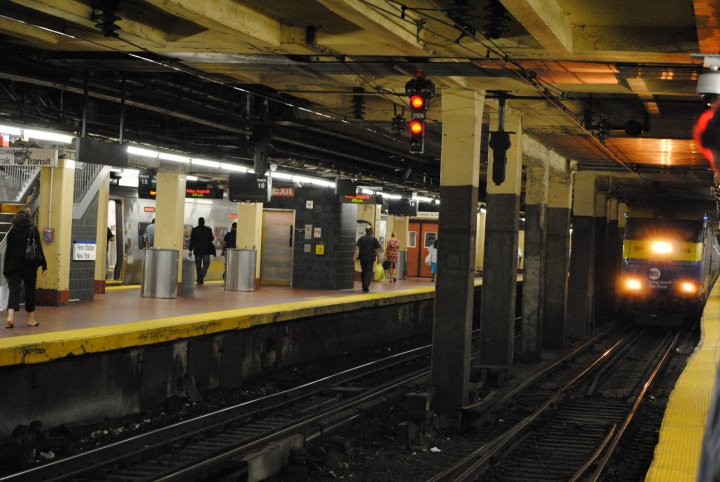
Trem da LIRR chegando
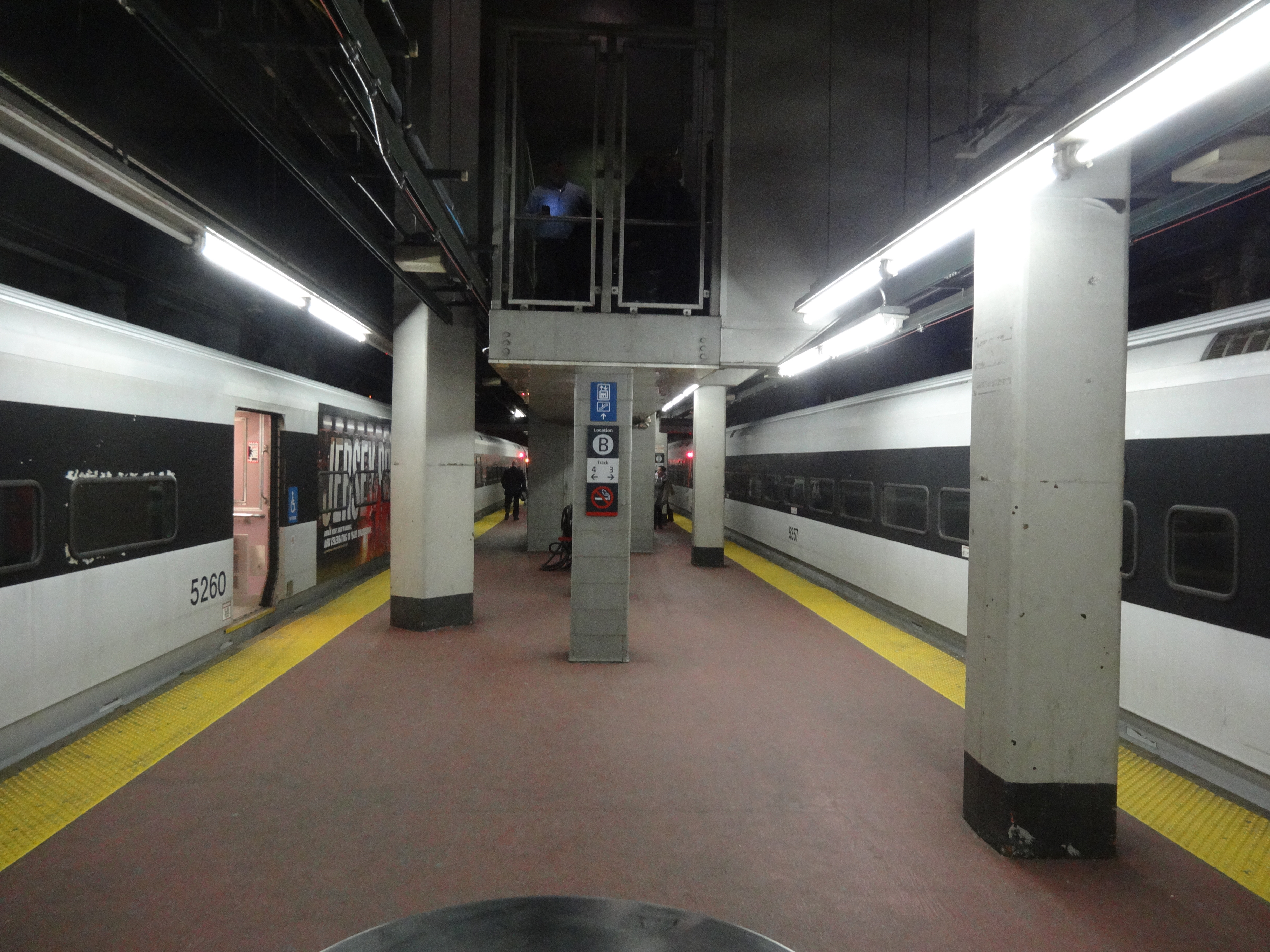
Dois trens da NJ Transit nas linhas 3 e 4